# Fédération internationale de plumfoot
La fédération internationale de plumfoot est la fédération sportive internationale du plumfoot. Elle a été fondée en 1999 au Viêt Nam,,,.
En 2024, elle fédère les membres de 22 fédérations nationales et régionales : celles de l'Allemagne, de l'Autriche, du Canada, du Cameroun, de Chine, de Finlande, de France, de Grèce, de Hongrie, de Hong Kong, d'Indonésie, d'Inde, d'Italie, de Macao, de Mongolie, du Pakistan, des Philippines, de Serbie, de Singapour, de Slovaquie, de Taipei chinois et du Viêt Nam.